# ホンダ・ロードパル
ロードパル（roadpal）は、本田技研工業が1976年から1983年にかけて製造販売していた、排気量50ccの原動機付自転車のブランド名である。主な利用者として女性を想定しており、軽量で小さいので取り扱いやすく、ゼンマイ方式でエンジンが始動できるのでエンジンが始動しやすく、手頃な価格という特徴を備えた車種である。

## 概要
本モデル販売開始以前は、女性の免許証保有比率が20％近くもありながら10人に1人もオートバイに乗っていないことが同社の調査で判明したことから、さらなるユーザー層の獲得を狙って（つまり女性層を新たなユーザーとして取り込むことを狙って）1973年から企画開発された。ホンダにはすでにスーパーカブという車種があったが、とりかかりの調査を行うためにホンダの女性従業員を集めてカブに乗ってもらったところ「車体が重たくてスタンドが立てられない」「キックスタートは駄目（普通の女性ではエンジンがかからない）」「スカートで乗れない」など、ほとんどの女性がスーパーカブへの不満を口にした。
（あくまでターゲットは女性であり、既存のオートバイは女性にとっては上に挙げたような数々の難点があるということが判明したので）商品化に当たっては、以下のコンセプトが重要視された。
- 女性にもとりまわしが楽で軽く[注 1]大きさもミニサイクル程度にする[注 2]
- エンジン始動に扱いやすい新機構を採用
- これまでオートバイになじみのない人たちでも気軽に乗れる
- 手頃な価格[注 3]

1976年に発売。プレスリリースの最初の文章に「女性にもとりまわしが楽で、軽く　大きさもミニ・サイクルなみの2輪車《ロードパル》を、新発売いたします」と書き、つまり一番最初の言葉として想定ユーザ（ターゲットユーザ）を示す言葉「女性」を配置し、続いて軽さ、小ささを訴求。次の一文では「この《ロードパル》はエンジンの始動に新機構を採用するなど、これまでオートバイになじみのない人たちにも気軽に乗っていただけるよう配慮し、しかも価格も手頃な2輪車です。」と説明、と新始動方式であること、従来のオートバイのユーザとは全然異なる人々をターゲットにしていることを訴求し、そして最後に価格もお手頃であることを訴求した。実際、標準現金価格は59,800円であり、これは他のオートバイと比較して極めて廉価であった。
ホンダの狙い通り、女性がオートバイを嫌う原因となっていた要素（女性にとっては車体が大きいこと、車体が重いこと、キックスタートという女性にとっては無理な（始動不可能な）始動方式）を解消したことで、それまで眠っていた女性層を二輪車の新たなユーザとして取り込むことに成功した。その結果、輸出も含み1年間で25万台の売上を記録するヒット商品となった。
テレビコマーシャルをはじめとするイメージキャラクターには国際的女優のソフィア・ローレンを起用。実際に運転させ女性のオートバイに対する抵抗感を払拭することに成功した功績も大きいと言われている。CM内でソフィア・ローレンが発したキャッチフレーズのラッタッタは、本バイクの通称ともなり、気軽に乗れる印象をさらに深めることにもつながった。
その後は好評により改良が実施されたほか、派生車種もラインナップ。1983年まで生産された。

## 車両解説
型式名NC50。最高出力2.2psの空冷単気筒2ストロークピストンリードバルブエンジンを搭載するが、以下に示す従来のオートバイと大きく異なる新機構が多数採用された。
始動方式
女性に敬遠されることからキックスターターを廃止。またコスト面からセルモーターも搭載が難しいために以下の方法で始動を行う蓄力式を採用した。
1. タップスターターのペダルが固く感じるまで踏み込み始動用のゼンマイが巻かれる
2. 続いて後輪ブレーキ・レバーを引いてゼンマイを解放
3. ゼンマイの復元力でクランクが回りエンジン始動

1977年に発売されたロードパルLからは、腕時計の自動巻き機構に酷似した方式で、後輪が一定距離進むと始動機構のゼンマイが自動的に巻き取られ、再始動はクイックボタンを押しながら後輪ブレーキレバーを引くだけのクイックスターターを搭載。
駆動系
エアクリーナー・エンジン・チェーンケース・後輪を小型一体化。
- この構造は後にスクーターでも広く採用された。

ヘッドライト
バルブはハイ⇔ロー切替を廃止した15wタングステン灯。ヘッドライトケースに設置した両面キースイッチを使用し「停止」⇔「走行」⇔「夜間」の文字表示間操作で点灯。
タンク類の集中化
容量2.0Lの燃料タンクと容量0.8Lオイルタンクを一体化。オイルは残量警告灯を廃止し、タンク側面に点検用小窓を設置。

## 遍歴
- 1976年1月29日発表、同年2月10日発売[1]。

- 1977年2月17日発表・発売で以下の仕様変更を施したロードパルLを追加[5]。

始動方式を簡略化したクイックスターターに変更
オプションで装着率の高かったフロントバスケットを標準装備に変更
標準現金価格\64,800
- 1978年1月10日発表・発売でパルフレイを追加[7]

主婦向けとしレッグシールドを標準装備
ウィンカー消し忘れブザーを搭載
- 1978年4月13日発表、同月14日発売で若年男性向けのパルホリデー・パルディン を追加[8]

積算計付スピードメーター・ブロックパターンタイヤ・キャリア類を標準装備
標準現金価格\79,000
- 1979年10月31日発表、同年11月1日発売で以下の仕様変更を実施したロードパルSを追加[9]

圧縮比を7.3に変更しエンジン出力が2.2ps/0.37kg-m→2.5ps/0.38kg-mに向上
オートチョーク採用によりチョークレバーを廃止
点火装置をCDIに変更
変速機を従来の無段変速から自動遠心式2速オートマチックに変更
シート高を10mm下げ705mmに変更
標準現金価格\73,000
- 1979年11月29日発表、同年12月1日発売で以下のマイナーチェンジを実施[10]

ロードパル・ロードパルLを生産中止
ロードパルS用2.5psエンジンとCDIを搭載したロードパルEに集約
標準現金価格\63,000
- 1980年1月10日発表、同月11日発売で以下のマイナーチェンジを実施[11]

パルフレイを生産中止しロードパルEと同様の仕様変更を実施したパルフレイGに移行
標準現金価格\75,000
- 1980年5月21日発表、24日発売で姉妹車のハミング・ハミングGを追加[12]

10インチ小径ホイール・3L燃料タンクを装備
エンジンならびに型式名はロードパル同様のNC50型
ハミングGはハミングをベースにレッグシールド・フロントバスケットなどを省略
標準現金価格 ハミングG\67,000 ハミング\72,000
- 1983年：ロードパル・ハミングシリーズ生産終了

### 販売競争
本モデルの爆発的ヒットは、ライバル会社が本モデルと競合するコンセプトを持つモデルを発売。さらには販売競争にも発展した。
| 国内3社の競合モデル | 国内3社の競合モデル | 国内3社の競合モデル  | 国内3社の競合モデル  |
| 発売年              | メーカー            | 車名                 | イメージキャラクター |
| ------------------- | ------------------- | -------------------- | -------------------- |
| 1976                | 本田技研工業        | ロードパルシリーズ   | ソフィア・ローレン   |
| 1977                | ヤマハ発動機        | パッソル・パッソーラ | 八千草 薫            |
| 1978                | 鈴木自動車工業      | ユーディーミニ       | 森 昌子              |

この結果オートバイ生産は活況を呈し1976年には130万台、1977年には162万台、1978年には198万台とファミリーバイクを中心に順調な伸びを示した。
しかし、本田技研工業とヤマハ発動機の間はさらに過激な値引き販売競争を激化。1970年代後半から1980年代初頭に掛け行われたHY戦争となり、パッソルがステップスルースクーターのため本田技研工業もタクトを発売。その一方で本シリーズは標準現金価格から半額近い値引販売を実施。客寄せ的戦略が行われたが、性能向上とは異質な競争となったことから、末期には「安かろう悪かろう」的なイメージが持たれた。

### 後継
1983年に本シリーズは生産中止になったが、上述したライバル会社間の販売競争の結果、3社ともファミリーバイクの販売主力をステップスルースクーターに移行させたことから、タクトが事実上の後継車となる。
より簡易な原動機付自転車という視点からの後継車としては、1984年にモペッドのピープルが製造販売開始された。しかし引き続く価格競争の面でスクーターに対するメリットもなく、あくまでもエンジンは補助動力というコンセプトならびに1986年には道路交通法改正により原付もヘルメット装着が義務付けられたことから、販売面でも苦戦し製造が打ち切られた。